# Kotchenga
La Kotchenga (en russe : Коченга) est une rivière de Russie qui coule dans l'oblast d'Irkoutsk en Sibérie orientale. C'est un affluent de l'Ilim en rive droite, donc un sous-affluent de l'Ienisseï par l'Ilim puis par l'Angara. 

## Géographie
Le bassin versant de la Kotchenga a une superficie de 3 830 km2 (surface de taille équivalente à celle du département français du Rhône, ou encore à celle du canton suisse de Vaud). Son débit moyen à l'embouchure est de 28,1 m3/s. La rivière présente des crues annuelles au printemps, en mai-juin. La période d'étiage se déroule en hiver. 
La Kotchenga naît dans l'oblast d'Irkoutsk, en pleine taïga inhabitée, 180 kilomètres au sud-sud-ouest de la ville d'Oust-Kout, sur le plateau de la Léna, celui-ci partie sud-est du vaste plateau de Sibérie centrale. La rivière traverse des régions couvertes de taïga et fort peu peuplées. Elle coule grosso modo du sud-est vers le nord-ouest. Elle finit par se jeter dans l'Ilim en rive droite, au niveau de la localité de Kotchenga. 
La Kotchenga est habituellement prise par les glaces depuis la deuxième quinzaine d'octobre ou la première quinzaine de novembre, jusqu'à la fin du mois d'avril ou au début du mois de mai.

## Hydrométrie - Les débits mensuels à Kotchenga
Le débit de la Kotchenga a été observé pendant 23 ans (sur la période 1968 à 1990) à Kotchenga, petite localité située au niveau de son point de confluence avec l'Ilim à 317 mètres d'altitude. 
Le débit inter annuel moyen ou module observé à Kotchenga, durant cette période était de 28,1 m3/s pour une surface étudiée de 3 830 km2, soit la totalité du bassin versant de la rivière.
La lame d'eau écoulée dans ce bassin se monte ainsi à 231 millimètres par an, ce qui peut être considéré comme assez élevé, plus que la moyenne des cours d'eau du plateau de l'Angara, caractérisés par un écoulement assez modeste. 
Cours d'eau alimenté par la fonte des neiges, mais aussi par d'assez abondantes pluies d'été, la Kotchenga a un régime nivo-pluvial. 
Les hautes eaux se déroulent au printemps, de la mi-avril à la mi-juin, ce qui correspond au dégel et à la fonte des neiges du bassin. Dès le mois de juin, le débit baisse fortement et cette baisse se poursuit lentement jusqu'au mois de septembre. Il reste cependant fort soutenu tout au long du reste de l'été et jusqu'en automne.
Au mois d'octobre puis de novembre, le débit de la rivière faiblit à nouveau, ce qui mène à la période des basses eaux. Celle-ci a lieu de novembre à avril inclus. 
Le débit moyen mensuel observé en mars (minimum d'étiage) est de 7,59 m3/s, soit près de 7,5 % du débit moyen du mois de mai (103 m3/s), ce qui souligne l'amplitude modérée des variations saisonnières, du moins dans le cadre sibérien où les écarts sont souvent très importants. Ces écarts de débit mensuel peuvent être plus marqués d'après les années. Ainsi sur la durée d'observation de 23 ans, le débit mensuel minimal a été de 3,35 m3/s en février 1990, tandis que le débit mensuel maximal s'élevait à 143 m3/s en mai 1979.
En ce qui concerne la période libre de glaces (de mai à septembre inclus), le débit minimal observé a été de 15,2 m3/s en septembre 1990, ce qui restait bien confortable.  